# Prisión Central de Ngaragba
La Prisión Central de Ngaragba (en francés: Maison d'arrêt centrale de Ngaragba o bien Prison de Ngaragba) es la principal cárcel de la ciudad de Bangui la capital del país africano de República Centroafricana. Construido en 1947 para 400 presos, es conocido por su duras condiciones de reclusión. Entre los familiares de Bokassa, Polycarpe Gbaguili permaneció durante diez años, Marie-Reine Hassen dos años. Martine Obrou morirá así como 26 estudiantes en 1979. Muchos presos políticos fueron encerrado aquí en la década de 1970.